# Нар-Дос
Нар-Дос (вірм. Նար-Դոս справжнє ім'я Оганисян Мікаел Захарович (вірм. Հովհաննիսյան Միքայել Զաքարի 1 березня 1867 Тифліс — 13 липня 1933) — вірменський письменник, народний письменник Вірменії та Грузії (1927).

## Життєпис
Народився в Тифлісі в родині дрібного торговця.
До 1930 року, протягом 40 років, працював коректором. З початку видання газети «Нор-Дар» («Нове століття», 1884 рік) був секретарем редакції і одним з її активних співробітників.
У 1931 році, в 45-річний ювілей його літературної діяльності, отримав звання заслуженого письменника.
Похований у Пантеоні Ходживанка в Тбілісі.

## Творчість
Як письменник завоював визнання повістю «Анна Сароян» (1888). Мотив людської знедоленості і страждання звучить у новелах циклу «Наш квартал». Нар-Дос ідеалізував патріархальну старовину і разом з тим не мирився з прогресивними формами суспільних відносин. Гуманістичною повісті «Я і Вона», «Убитий голуб», «Один з важких днів». Нар-Дос створив образи типових представників тогочасної інтелігенції. В історії створення роману «Смерть» відбилися пошуки розв'язання корінних соціальних питань. При радянській владі написав повісті «Безвісти зниклий», «Останні могікани», працював над романом «Нова людина», прагнучи створити ідеали нового світу.

## Твори
Як письменник завоював визнання повістю «Анна Сароян» (1888). Автор новел циклу «Наш квартал» (1888-94), гуманістичних повістей «Я і Вона» (1889), «Убитий голуб» (1898), «Один з важких днів» (1904), романів «Боротьба» (1911), «Смерть» (1888). Написав повісті «Безвісти зниклий», «Останні могікани» (обидві 1930), працював над романом «Нова людина» (1928).

### Вірменською мовою
- Правдивий друг, Розповідь, Тифліс, 1886
- Наш квартал, збірна. оповідань, написаних за період 1886—1894, вид. 2-е, Арменгіз, Єреван, 1926
- Анна Сароян, Повість, Тифліс, 1890
- Дочка моєї господині, Розповідь, Тифліс, 1902
- Новонароджена дитина, Вараршапат, 1904
- Один з важких днів, Розповідь, Тифліс, 1904
- Боротьба, Роман, Тифліс, 1911
- Смерть, Роман, Тифліс, 1912
- Зниклий безвісти («Аннет Корац»), Розповідь, газ. «Ашхатавор», Тифліс, 1919
- Убитий голуб, Розповідь, видання 2-е, Арменгіз, Єреван, 1929
- Людина на милицях. Перекладено на російську мову: Анна Сароян, Повість в листах, Тифліс, 1902
- ОПОП; Про те, що трапилося після того, як в цукорниці не вистачило трьох шматків цукру. Смерть, Роман, переклад і передмова А. Тер-Мартіросьян, ГИХЛ, Москва — Ленінград, 1931

1. 1 2 3 4 5 6  Armenian Soviet Encyclopedia, vol. 8 — Т. 8. — С. 202–203.
2. 1 2 3  Нар-Дос // Большая советская энциклопедия: [в 30 т.] / под ред. А. М. Прохорова — 3-е изд. — Москва: Советская энциклопедия, 1969.